# Jehay-Bodegnée
Jehay-Bodegnée is een voormalige gemeente in de Belgische provincie Luik, het was een zelfstandige gemeente tot aan de gemeentelijke herindeling van 1977. De gemeente bestond uit de dorpen Jehay in het zuiden en Bodegnée in het noorden. De plaatsen liggen zo'n anderhalve kilometer van elkaar.

## Geschiedenis
De gemeente ontstond in 1822 toen de gemeenten Jehay en Bodegnée werden opgeheven en samengevoegd in een nieuwe gemeente. De gemeente werd bij de gemeentelijke fusies van 1977 weer opgesplitst. Jehay werd bij de gemeente Amay gevoegd, Bodegnée bij de gemeente Verlaine.

## Demografische ontwikkeling
- Bronnen:NIS, Opm:1831 tot en met 1970=volkstellingen; 1976 = inwoneraantal op 31 december

## Politiek
Jehay-Bodegnée had een eigen gemeentebestuur en burgemeester tot de fusie van 1977. Burgemeesters waren:
- 1905-1926 : Pierre de Liedekerke de Pailhe